# Acontista vitrea
Acontista vitrea es una especie de mantis de la familia Acanthopidae.

## Distribución geográfica
Se encuentra en Costa Rica, Ecuador,  Colombia, México, Panamá.